# Fictions (album)
Pour les articles homonymes, voir Fictions.
Albums de Jane Birkin
Rendez-vous
(2004) Enfants d'hiver
(2008)
Fictions est un album de Jane Birkin sorti en 2006.
Après Rendez-vous, cet album mêle chansons originales composées par de nouveaux artistes francophones et anglophones, et reprises de titres anciens d'artistes connus. À la différence de la plupart de ses albums, Jane Birkin y chante surtout en anglais.

## Liste des titres
| No  | Titre                                           | Auteur                                                 | Durée |
| --- | ----------------------------------------------- | ------------------------------------------------------ | ----- |
| 1.  | Home                                            | The Divine Comedy                                      |       |
| 2.  | Alice                                           | Tom Waits/Kathleen Brennan                             |       |
| 3.  | Living in Limbo                                 | Gonzales                                               |       |
| 4.  | Waterloo Station                                | Rufus Wainwright                                       |       |
| 5.  | My secret                                       | Beth Gibbons                                           |       |
| 6.  | Où est la ville ?                               | Dominique A                                            |       |
| 7.  | Steal me a dream                                | The Magic Numbers                                      |       |
| 8.  | Sans toi                                        | Cali                                                   |       |
| 9.  | Harvest Moon                                    | Neil Young                                             |       |
| 10. | La reine sans royaume                           | Arthur H.                                              |       |
| 11. | Mother Stands for Comfort                       | Kate Bush                                              |       |
| 12. | Image fantôme - Pavane pour une infante défunte | texte d'Hervé Guibert sur une musique de Maurice Ravel |       |

## Musiciens
- Réalisation : Renaud Letang
- Arrangements et coréalisation : Gonzales
- Guitare : Johnny Marr, Nicolas Villebrun, Gonzalez
- Batterie : Mocky, Régis Cecarelli

## Classements des ventes
| Pays     | Meilleure position |
| -------- | ------------------ |
| France   | 25                 |
| Belgique | 25                 |
| Suisse   | 70                 |